# 仏瑞同盟
仏瑞同盟とは、1672年に結ばれたフランス王国とスウェーデン王国との軍事同盟。オランダ侵略戦争を開始するにあたり、フランスが資金援助を行う代わりにスウェーデンがフランス側で参戦する事を締結した同盟条約。当初スウェーデンは中立を堅持しようとしたが、1674年にイングランドが対オランダ戦争から撤退したのを受けてフランスからの要請に答える形で参戦する事となった。これによって、スウェーデン・ブランデンブルク戦争及びスコーネ戦争が開始された。

## 内容
- フランスとスウェーデンがドイツ領邦から攻撃された場合、相互に軍事支援を行う。
- フランスがスウェーデンに軍事資金を援助する。
- スウェーデン・デンマーク間に抗争が起きた場合には、フランスはスウェーデンを支持する。
- スウェーデンの関税政策をフランスは支持する。

## 背景
この条約は、対オランダ戦争を目論んでいたフランスによる同盟政策の一環であった。その為に1670年にイングランドとのドーヴァー条約を結んでいた。一方スウェーデンは、財政問題が解消されなかった事から資金援助を目的に同盟を結ぶ事となった（当時はスウェーデンの財政難のピークであり、フランスによる援助金に国運が左右されていた）。この結果、1668年に結ばれたイングランド、スウェーデン、オランダの新教国による対仏三国同盟は完全に破綻する事となった。しかしスウェーデン側の軍事負担も大きい為、親仏外交を取った摂政政府に対する批判が高まった（後に戦争に加担した当時の摂政政府や大貴族は失政の責任を取らされた）。
1672年に親政を開始したカール11世は、当初対オランダ戦争には中立的であったが、イングランドの撤退及び1674年にフランスがブランデンブルク選帝侯と開戦する事となった為、フランスが多額の戦時資金を募って参戦を要請し、カール11世は条約締結国として参戦せざるを得なくなった。結果として、ネーデルラント連邦共和国との戦争はおろか、ブランデンブルク選帝侯のみならず、デンマークとも戦端を開く事となり、スウェーデンは自身が内包していた諸問題を露呈する事となった。

## 結果・影響
オランダ侵略戦争に付随するスウェーデンの二つの戦争、「スウェーデン・ブランデンブルク戦争」及び「スコーネ戦争」は、北方の大国スウェーデンの弱体化を露呈させる結末となった。ブランデンブルクとの戦争は明白な敗北、スコーネ戦争もフランスの介入がなければ敗戦であった。スウェーデンはフランス以外の戦時同盟国を持てなかったとは言え、軍事力特に海軍の弱体化は、スウェーデンのバルト帝国の致命的な弱点ともなった。また、財政難もフランスへの追随外交に至る事となった。
戦後、スウェーデンはこうした政策を改め、大国復興の為の諸改革を絶対王政を開始したカール11世を筆頭に断行して行く。ただフランスとの援助金交渉は別個で継承して行く事となり、外交的には、フランスとの関係を維持しつつ、近隣諸国との友好を深めて行った。一方、フランスの強大化は、オランダ侵略戦争で共闘したイングランドやスウェーデンの反感を呼び、フランスは次第に孤立して行く事となった。